# Arthur Brunhart
Arthur Brunhart (ur. 23 stycznia 1952 w Balzers) – liechtensteiński historyk, encyklopedysta, muzeolog i polityk, w latach 2009–2013 przewodniczący Landtagu. Brat Hansa Brunharta.

## Życiorys
W latach 1973–1982 studiował historię i etnologię na Uniwersytecie we Fryburgu, pracował później na tej uczelni. W 1999 uzyskał dyplom z zarządzania w administracji publicznej i organizacjach pozarządowych, a w 2003 na Uniwersytecie w Bazylei ukończył studia z muzeologii. Pracował jako historyk, w latach 1990–2000 był redaktorem naczelnym, a od 2001 do 2013 kierownikiem projektu encyklopedii Historisches Lexikon des Fürstentums Liechtenstein. W latach 2000–2011 był asystentem naukowym i zastępcą dyrektora muzeum narodowego Liechtensteinisches Landesmuseum. Autor licznych publikacji dotyczących historii Liechtensteinu, a także członek różnych towarzystw historycznych.
Działacz Unii Patriotycznej. W latach 2005–2013 przez dwie kadencje sprawował mandat posła do Landtagu, w drugiej z nich (2009–2013) pełnił funkcję przewodniczącego parlamentu.
Odznaczony Krzyżem Komandorskim z Gwiazdą Orderu Zasługi Księstwa Liechtenstein (2013).